# لوچانو آلبرتینی
لوچانو آلبرتینی (ایتالیایی: Luciano Albertini؛ ‏ ۳۰ نوامبر ۱۸۸۲ – ۶ ژانویهٔ ۱۹۴۵) یک کارگردان فیلم، تهیه‌کننده فیلم و هنرپیشه اهل پادشاهی ایتالیا بود.
از فیلم‌های او می توان به مرد پولادین و هیولای فرانکنشتاین اشاره کرد.